# Alepia fumea
Alepia fumea är en tvåvingeart som beskrevs av Bravo, Lago och Castro 2004. Alepia fumea ingår i släktet Alepia och familjen fjärilsmyggor. Inga underarter finns listade i Catalogue of Life.